# 安井侑子
安井侑子（日语：／ Yasui Yūko */?，1938年3月21日—2019年2月8日），女，日本东京人，俄罗斯文学研究家，翻译家。神户市外国语大学名誉教授。

## 生平
1938年生于东京。父亲安井郁是东京帝国大学国际法教师。
1959年至1968年在苏联留学，就读于莫斯科大學文学院。期间对苏联文学产生了浓厚兴趣，与贝拉·阿赫玛杜琳娜、布拉特·奥库贾瓦等诗人结下友谊。回国之后从事俄语文学研究与翻译工作。著有《青春-莫斯科与诗人们》、《彼得堡悲歌 阿赫玛托娃之诗世界》等作品。日文译介作品主要有：米哈伊尔·布尔加科夫的《大师与玛格丽特》、亚历山大·格林的《踏浪女人》等。
从1985年开始在神户市外国语大学执教。1990年升任教授。2003年退休。2019年2月8日凌晨3時50分，因器官衰竭在神奈川县三浦市的一家医院去世。

## 家庭
父亲安井郁和母亲安井田鹤子都是1950年代有名的反核武器运动家。丈夫渡边雅司是俄罗斯文学研究家。